# Изернор (кантон)
Изерно́р (фр. Izernore) — кантон во Франции, находится в регионе Рона — Альпы, департамент Эн. Входит в состав округа Нантюа.
Код INSEE кантона — 0116. Всего в кантон Изернор входят 10 коммун, из них главной коммуной является Изернор.

## Коммуны кантона
| Коммуна             | Население, чел | Почтовый индекс | Код INSEE |
| ------------------- | -------------- | --------------- | --------- |
| Болозон             | 99             | 01450           | 01051     |
| Изернор             | 2 140          | 01580           | 01192     |
| Лейсар              | 163            | 01450           | 01214     |
| Матафлон-Гранж      | 641            | 01580           | 01240     |
| Нюрьё-Волонья       | 1 045          | 01460           | 01267     |
| Пейрья              | 165            | 01430           | 01293     |
| Самонья             | 627            | 01580           | 01392     |
| Серьер-сюр-Эн       | 111            | 01450           | 01404     |
| Сонтонна-ла-Монтань | 315            | 01580           | 01410     |
| Сень                | 282            | 01430           | 01067     |

## Население
Население кантона на 2006 год составляло 5 588 человек.
| 1962  | 1968  | 1975  | 1982  | 1990  | 1999  | 2006  | 2007 |
| ----- | ----- | ----- | ----- | ----- | ----- | ----- | ---- |
| 1 898 | 2 126 | 2 284 | 2 908 | 3 550 | 4 519 | 5 588 | -    |